# ジュバ渓谷連合
ジュバ渓谷連合 (Juba Valley Alliance, JVA; Somali: Isbahaysiga Dooxada Jubba) はソマリアの軍閥。ソマリア南部の港町キスマヨを既存の軍閥から取り戻すため、当初は「ソマリ連合軍」として結成された。2001年にソマリア暫定国民政府への参加を表明を機会にソマリ連合軍の主力部隊が「ジュバ渓谷連合」に改称。2004年のソマリア暫定連邦政府にも引き続き参加し、ソマリア軍の一部の扱いとなる。2006年、イスラーム過激団体イスラム法廷会議に拠点キスマヨを奪われて間もなく、「ジュバ渓谷連合」の名称を捨て、単なる親ソマリア政府の武装勢力となる。

## 歴史

### 背景
ソマリアでは1969年にクーデターで政権を取ったバーレ大統領の支配が続いていたが、独裁色を強める政権に反発して、氏族を中心に作られた軍閥による反乱が相次いだ。
1990年、ハウィエ氏族による軍閥「統一ソマリ会議」が、バーレ大統領を首都モガディシュから追放した。バーレはソマリア南部に逃れ、部下のモルガンなどに残存勢力を纏めさせて統一ソマリ会議に抵抗した。一方で、統一ソマリ会議は首都モガディシュを占領した後、欧米などが暗に支持するアリ・マフディ・ムハンマドと、軍司令官のアイディード将軍との勢力に分裂した。
一方ソマリア南部では、多くの軍閥が分裂と統合を繰り返す状況になった。まず、ソマリア内戦の少し前からダロッド氏族の軍閥「ソマリ愛国運動」 (SPM) が力を強めたが、1992年に2つに分裂し、一方がアイディード将軍と結び、もう一方が事実上バーレ元大統領の後を継いだモルガン将軍と結びついた。モルガン将軍の軍閥はソマリア南部の港町キスマヨを中心に、ジュバ川沿いの土地を支配し、1998年9月3日にジュバランドの独立を宣言した。
しかし、モルガン将軍の軍閥は、ソマリア南部の一部の氏族、特に自身が属するマジェルテーン氏族が中心だったので、ここに含まれない氏族が、1999年に「ソマリ連合軍」（Allied Somali Forces, ASF）という軍閥を作ってモルガン将軍に対抗した。ソマリ連合軍は1999年6月、モルガン将軍の軍閥をキスマヨから追放した。

### ジュバ渓谷連合の成立とキスマヨ統治
2000年、欧米やソマリア近隣諸国主導でソマリア再統一の機運が盛り上がり、「ソマリア暫定国民政府」が設立され、3年以内に国政選挙を実施し、正式な新生国家として生まれ変わることとなった。キスマヨを支配する「ソマリ連合軍」は、暫定国民政府に賛同する勢力と反対する勢力に分かれることになった。
ソマリ連合軍の中のマレハン、オガデン、ハバー・ギディルといった氏族は、暫定国民政府に賛同し、バレ・アダン・シレ・ヒラーレ（マレハン氏族）を議長、ユスフ・ミレ・セラー（ハバー・ギディル氏族）を副議長とした「ジュバ渓谷連合」という軍閥を組織した。
一方、暫定国民政府に反対するフセイン・アイディード（アイディード将軍の息子、ハバー・ギディル氏族）は、いくつかの軍閥をまとめ上げ、軍閥ソマリア和解再生評議会を結成した。ラハンウェイン氏族は軍閥ラハンウェイン抵抗軍を結成し、しばらくは中立を保っていたが、やがてソマリア和解再生評議会に合流した。
2001年6月18日、ジュバ渓谷連合は正式に暫定国民政府への参加を表明し、キスマヨに11名の氏族間評議会を設立したことを発表した。これら11名は、この付近の11の「主要氏族」の代表者だった。この時、キスマヨ市長にMuhammad Dahir Ilmiが、警察長官にAli Ilmi Mogeが任命された。
2001年8月6日、ジュバ渓谷連合は、ソマリア和解再生評議会が支配するキスマヨよりさらに南部の港町ジリブを、戦闘で奪取した。2002年2月、キスマヨの北西にある町バルデラで、ジュバ渓谷連合とアイディードの軍閥との戦闘が発生している。2002年5月、国際赤十字赤新月社連盟（IFRC）は、ソマリア南部ではジュバ渓谷連合、アイディードの軍閥、モルガン将軍の軍閥が三つ巴であることを報じている。2002年10月のNew Humanitarianの報道によると、ジュバ渓谷連合は「キスマヨとジュバ渓谷の大部分を支配する」として紹介されている。New Humanitarianは議長のバレ・アダン・シレ・ヒラーレにインタビューし、ヒラーレは「ジュバ渓谷連合とラハンウェイン抵抗軍とに対立関係があるとの説があるが、誤解である」と述べている。
2003年8月から9月にかけて、ジュバ渓谷連合はキスマヨで、治安安定を図ってジュバ渓谷連合以外が持つ銃器の買い上げ作業を行った。
2004年4月、暫定国民政府は失敗に終わり、今度は連邦制国家の設立を目的としてソマリア暫定連邦政府が設立された。暫定国民政府の勢力はおおむねが暫定連邦政府に参加することになり、ジュバ渓谷連合もまた暫定連邦政府に参加した。暫定連邦政府はジュバ渓谷連合議長のヒラーレに、暫定連邦政府の内閣に参加するよう呼びかけたが、ヒラーレはそれに対しては拒絶。
2004年9月、カタールの報道機関アルジャジーラは、ジュバ渓谷連合を「キスマヨとその周辺地域を支配する組織」として説明し、同月にジュバ渓谷連合とモルガン将軍の軍閥との戦闘が行われたことを報じている。
ジュバ渓谷連合議長のヒラーレは、ソマリア暫定連邦政府の「再建および再定住大臣」に任命される。

### ジュバ渓谷連合内部の対立
先述した通り、ジュバ渓谷連合はマレハン、オガデン、ハバー・ギディルといった氏族の連合部隊だったが、その内情は複雑だった。
ソマリア南部には元々オガデン氏族が多く、マレハン氏族やハバー・ギディル氏族はソマリア北部を中心とした氏族だった。このため、ジュバ渓谷連合の主力であるマレハン、ハバー・ギディルを「よそ者」と見る風潮もあった。また、ソマリア南部では軍閥が乱立したため、その権威が下がり、地元住民は次第に軍閥を軽視するようになっていった。また、軍閥に属する民兵による、レイプなどの犯罪事件が多発するようになった。
その一方で、ジュバ渓谷連合は地元のオガデン氏族を敵だとは認識していなかったため、ソマリア最南部の軍閥ラスカンボニ軍に属するオガデン氏族の兵士がキスマヨなどにも出入りするようになった。これが後にラスカンボニ軍に敗れる遠因となった。
2005年、ジュバ渓谷連合幹部の一人アブディ・エガルの部隊が、ヒラーレ議長率いる主力部隊と衝突事件を起こし、後に和睦している。その後にアブディ・エガルは暫定連邦政府に逮捕されたが、ヒラーレ議長はそれに対しては抗議している。
2006年1月、アブディ・エガルの部隊とヒラーレ議長率いる主力部隊は再び戦闘となったが、この時はアブディ・エガルの部隊が敗北している。この際はMohamed Roble Jim'aleがヒラーレ側の指揮官として活躍している。
ソマリア暫定連邦政府は、ソマリ人だけではソマリアの治安維持が困難と考え、政府間開発機構、つまり外国の軍を受け入れることを表明した。それに対してジュバ渓谷連合は反発し、2006年1月、ジュバ渓谷連合は方針を変え、暫定連邦政府から離脱して独自の自治州を作ることになったと報じられている。
2006年8月21日、ジュバ渓谷連合議長のヒラーレは、アリー・ムハンマド・ゲーディ首相に防衛大臣に任命された。ヒラーレは8月のBBCによるインタビューには「私はジュバランドという国を作りたく、暫定連邦政府と交渉中である」と答えている。
なお、同年9月にはヒラーレは「ジュバ渓谷連合の元議長」と報じられている。

### イスラーム武装勢力との対立とジュバ渓谷連合の終焉
2006年、イスラーム武装勢力、イスラム法廷会議が急激に勢力を伸ばした。9月24日までにジュバ渓谷連合はキスマヨを撤退し、イスラム法廷会議は数百人の民兵を使って戦闘無しにキスマヨを占拠した。同じ9月24日にジュバ渓谷連合副議長のユスフ・ミア・モハマドは「ジュバ渓谷連合は崩壊した」と述べた。イスラム法廷会議は、検問所の廃止や福祉の充実、ごみの回収など、いわば公共事業を重視したため、地元住民は歓迎した。
2006年10月、ジュバ渓谷連合の司令官としてアブドゥラヒ・シェイク・イスマエル・ファラタグが任命され、イスラーム武装勢力への反撃を誓った。しかし、もはやヒラーレらマレハン氏族だけの組織となっており、拠点もバルデラのみになっていた。
2006年12月末、隣国エチオピアが本格的に軍事介入し、イスラム法廷会議は急速に崩壊した。

### ジュバ渓谷連合幹部のその後
2007年6月、ジュバ渓谷連合元議長のヒラーレは防衛大臣を解任された。